# Crocodylomorpha
Die Crocodylomorpha sind ein umfangreiches Taxon der Archosauria bzw. Avesuchia, in dem die seit der Oberkreide nachgewiesenen Krokodile (Crocodylia) mit ihren teilweise nur wenig krokodilartig aussehenden Stammgruppenvertretern aus dem älteren Mesozoikum vereinigt werden. 

## Evolution
Die frühesten Crocodylomorphen sind die Saltoposuchidae und die Sphenosuchidae. Sie lebten in der späten Trias und im Unterjura und waren landbewohnende, 0,5 bis 1,5 Meter lange, langbeinige Tiere, die eine agile Lebensweise hatten und möglicherweise durch Stoffwechselaktivität ihre Körpertemperatur konstant halten konnten (Endothermie). Eventuell könnten die Saltoposuchidae sich auch biped (nur auf den Hinterbeinen) bewegt haben. Funde entsprechender fossiler Trittsiegel (Batrachopus grandis) in Korea zeigen, dass große basale bipedale Crocodylomorpha in einigen Regionen bis weit in die frühe Kreidezeit überlebt haben könnten.
Mit der Entwicklung der eigentlichen Krokodile gingen die Tiere zu einer aquatischen Lebensweise über, entwickelten sich zu eher trägen Lauerjägern und wurden wieder poikilotherm, da sie im Wasser für die Endothermie zu viel Energie aufwenden mussten.
Ihren Höhepunkt erreichte die aquatischen Lebensweise in den marinen Krokodilen (Thalattosuchia) des Mesozoikum. Im Tertiär wurden einige Gruppen wieder terrestrisch. Die heute noch lebenden 25 Arten der Krokodile sind nur ein kleiner Rest eines ehemals großen Artenreichtums (siehe dazu auch → Stammesgeschichte der Krokodile).

## Merkmale
Die frühen Crocodylomorpha teilen Merkmale der Schädelanatomie, insbesondere die Position von Quadratum und Squamosum, mit den Krokodilen. Die Schädel sind massiv und nicht kinetisch, aber pneumatisiert und überall stark verstrebt. So können sehr schnelle und mit großer Kraft ausgeführte Bisse aufgefangen werden. Dies ermöglicht eine Ernährung durch besonders große Beutetiere. Das Präorbitalfenster ist immer klein, bei modernen Krokodilen und in einigen ausgestorbenen Entwicklungslinien zugewachsen. Der Kiefer lässt sich besonders weit öffnen, die kräftigen Muskeln setzten am Hinterende des Unterkiefers an.

## Systematik

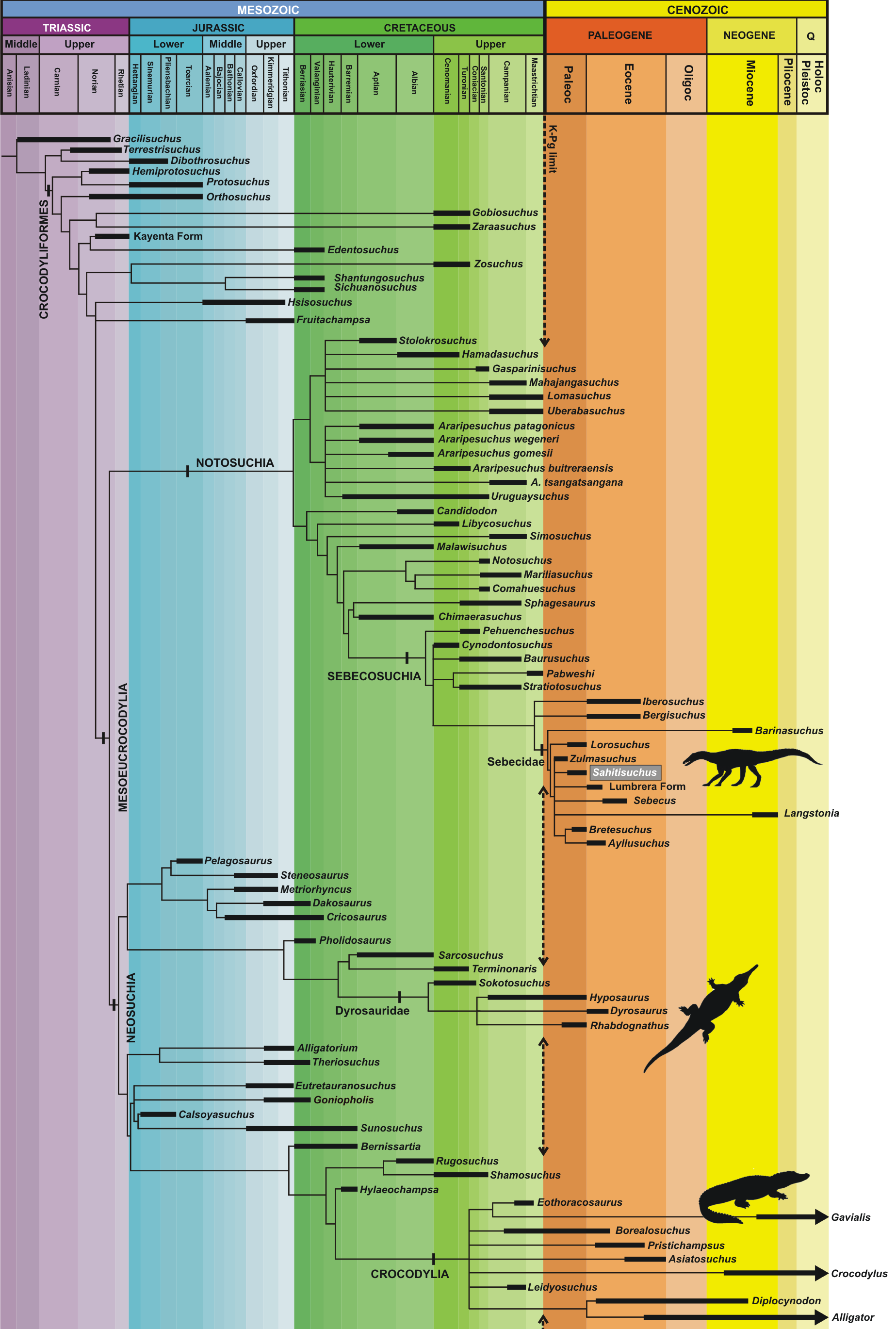
Stammbaum und Fossilbericht der Crocodylomorpha, aus Kellner et al. (2014, Erstbeschreibung von Sahitisuchus)

Systematik der Crocodylomorpha, verändert nach Benton (2007):
- Crocodylomorpha
  - † Sphenosuchia
    - † Saltoposuchidae
    - † Sphenosuchidae

  - Crocodyliformes *
    - † Protosuchidae
    - Mesoeucrocodylia
      - † Thalattosuchia
        - † Teleosauridae
        - † Metriorhynchidae

      - Metasuchia
        - † Notosuchia
          - † Notosuchidae
          - † Chimaerasuchidae
          - † Comahuesuchidae
          - † Candidodontidae
          - † Sphagesauridae
          - † Baurusuchidae
          - † Uruguaysuchidae

        - † Sebecia
          - † Peirosauridae
          - † Sebecidae

        - Neosuchia
          - † Goniopholididae
          - † Pholidosauridae
          - † Bernissartia
          - Eusuchia
            - Krokodile (Crocodylia) **
              - Gaviale (Gavialidae)
              - Echte Krokodile (Crocodylidae)
              - Alligatoren (Alligatoridae)